# J. P. Manoux
J. P. Manoux, pseudonimo di Jean-Paul Christophe Manoux (Fresno, 8 giugno 1969), è un attore, doppiatore, comico e personaggio televisivo statunitense.
J. P., presente in molte produzioni Disney, è noto soprattutto per aver interpretato S.T.A.N in Aaron Stone, Curtis il cavernicolo e il Vice Preside Hackett nella serie televisiva Phil dal futuro, ma anche per aver dato la voce a Kuzco nella serie animata A scuola con l'imperatore e a Scrappy Rex nel film live-action Scooby-Doo.

## Biografia
J. P. Manoux, il primo di sette figli, nacque a Fresno l'8 giugno del 1969 e crebbe a Santa Barbara. Uno dei suoi primi lavori come attore fu in The Wayne Brady Show. Poi incominciò a lavorare attivamente in film, televisione e per campagne pubblicitarie, come Got Milk? e Fruit of the Loom.
Manoux interpretò Dustin Crenshaw nella serie televisiva E.R. - Medici in prima linea e come guest star nelle serie televisive How I Met Your Mother, Angel, Smallville, Streghe, Scrubs - Medici ai primi ferri e Community.
Egli ottenne anche la parte di un mimo in E.R. - Medici in prima linea e in EuroTrip. Inoltre appare nei film di Michael Bay, Transformers, nel quale interpreta un uomo intervistato alla televisione e in The Island.
Manoux ha diretto episodi di Aaron Stone, Phil dal futuro, Mudpit and Spun Out.
Egli autorizzò e lesse due notizie nel programma televisivo del NPR, All Things Considered. Nel 2000 egli rilasciò un'intervista al Screen Actors Guild.
Residente in Canada, si sposta frequentemente da Los Angeles a Toronto, dove ha recentemente lavorato nella sitcom Spun Out. Inoltre, Manoux è molto ricorrente nella serie di HBO Veep e in quella di POP TV, Swedish Dicks.
Manoux e George Brant scrissero Tights on a Wire nel 1997.
Manoux apparve anche come concorrente nei programmi televisivi Jeopardy!, Family Feud e Wheel of Fortune.

## Vicende giudiziarie
Il 27 gennaio 2015 Manoux si è consegnato alla polizia di Toronto ed è stato accusato di voyeurismo, dopo che due persone, che si trovavano nella sua casa mentre era fuori città, hanno scoperto una telecamera di sicurezza domestica nel soggiorno e hanno chiamato la polizia. Il 30 luglio 2015 il caso fu archiviato. L'11 gennaio 2017 Manoux è stato nuovamente accusato per non aver informato i suoi ospiti del dispositivo.

## Filmografia

### Film
| Anno | Titolo                                                           | Ruolo                     | Note            |  |
| ---- | ---------------------------------------------------------------- | ------------------------- | --------------- |  |
| 1994 | Pumpkinhead II: Blood Wings                                      | Tommy                     |                 |  |
| 1996 | Clinic E                                                         | Eric                      | Short           |  |
| 1997 | Fairfax Fandango                                                 | Andy                      | Short           |  |
| 1998 | Art House                                                        | Beezer                    |                 |  |
| 1998 | Breakfast with Einstein                                          | Chihuahua Owner           |                 |  |
| 1999 | L'isola del tesoro                                               | Hughes                    |                 |  |
| 1999 | The Auteur Theory                                                | Filmmaker / Mike Dong     |                 |  |
| 1999 | Inspector Gadget                                                 | assistente di Mayor       |                 |  |
| 1999 | Galaxy Quest                                                     | Alieno (voce)             |                 |  |
| 2000 | Our Lips Are Sealed                                              | Robber                    | Direct-to-video |  |
| 2001 | Il bianco Natale di Topolino - È festa in casa Disney            | Kuzco (voce)              | Direct-to-video |  |
| 2001 | Ocean's Eleven - Fate il vostro gioco                            | Aide-de-Camp              |                 |  |
| 2002 | Crazy as Hell                                                    | Arnie                     |                 |  |
| 2002 | Scooby-Doo                                                       | Scrappy Rex (voce)        |                 |  |
| 2003 | Malibu's Most Wanted - Rapimento a Malibu (Malibu's Most Wanted) | Gary                      |                 |  |
| 2004 | EuroTrip                                                         | Robot Man                 |                 |  |
| 2004 | Scooby Doo 2: Monsters Unleashed                                 | Scooby Braniac (voce)     |                 |  |
| 2004 | The Day After Tomorrow                                           | L.A. Cameraman            |                 |  |
| 2004 | Meet the Fockers                                                 | Local Cop                 |                 |  |
| 2005 | Tennis, Anyone...?                                               | P. J. Monet               |                 |  |
| 2005 | The Island                                                       | Seven Foxtrot             | non accreditato |  |
| 2005 | The Trouble with Dee Dee                                         | Yugo                      |                 |  |
| 2006 | The Beach Party at the Threshold of Hell                         | TV Dad                    |                 |  |
| 2007 | Reno 911!: Miami                                                 | Naked Armenian            | non accreditato |  |
| 2007 | What We Do Is Secret (film)                                      | Rodney Bingenheimer       |                 |  |
| 2007 | Knocked Up                                                       | Dr. Angelo                |                 |  |
| 2007 | Transformers                                                     | Witness                   |                 |  |
| 2008 | Trailer Park of Terror                                           | Cigrit                    | Direct-to-video |  |
| 2008 | An Inconvenient Head                                             | Dottore                   |                 |  |
| 2008 | Finding Amanda                                                   | Tony Clark                |                 |  |
| 2008 | Get Smart's Bruce and Lloyd: Out of Control                      | Neil                      | Direct-to-video |  |
| 2008 | Bolt - Un eroe a quattro zampe                                   | Tom (voce)                |                 |  |
| 2009 | Weather Girl                                                     | Raymond                   |                 |  |
| 2009 | A Heart Too Tender                                               | attore disperato          |                 |  |
| 2012 | Beverly Hills Chihuahua 3: Viva La Fiesta!                       | Gustavo                   | non accreditato |  |
| 2012 | Atlas Shrugged: Part 2                                           | conduttore                |                 |  |
| 2012 | Hail Satan                                                       | Aleister                  |                 |  |
| 2013 | Scary Movie V                                                    | Pierre                    |                 |  |
| 2013 | Jimmy Giraffe's Flying Car                                       | Tunnels the Gopher (voce) |                 |  |
| 2014 | Back To Christmas                                                | Waiter                    |                 |  |
| 2015 | Gridlocked                                                       | Finn                      |                 |  |
| 2015 | Solitary                                                         | Eric                      |                 |  |
| 2021 | Io sono nessuno                                                  | Darren                    |                 |  |

### Televisione
| Anno      | Titolo                                  | Ruolo                                                                 | Note                                                    |
| --------- | --------------------------------------- | --------------------------------------------------------------------- | ------------------------------------------------------- |
| 1994      | Skip TV                                 |                                                                       |                                                         |
| 1996      | The John Larroquette Show               | Studente #1                                                           | Episodio: "The Master Class"                            |
| 1996–2008 | E.R. - Medici in prima linea            | Dr. Dustin Crenshaw / Mimo                                            | 24 episodi                                              |
| 1997      | Working                                 | Jr. Executive                                                         | Episodio: "Close Quarters"                              |
| 1998      | For Your Love                           | Shelter Director                                                      | Episodio: "The Gift That Keeps on Giving"               |
| 1998      | 3rd Rock from the Sun                   | Clerk                                                                 | Episodio: "Collect Call for Dick"                       |
| 1998      | Maggie                                  | Ted                                                                   | Episodio: "The Greatest Story Ever Toad"                |
| 1998      | Reunited                                | Father Stasniak                                                       | Episodio: "Where Is Joanne Going, and When?"            |
| 1998      | Becker                                  | Rusty                                                                 | Episodio: "My Dinner with Becker"                       |
| 1998–1999 | Just Shoot Me!                          | Glenn                                                                 | 3 episodi                                               |
| 1999      | Suddenly Susan                          | Lukaro                                                                | Episodio: "Wedding Bell Blues"                          |
| 1999      | Caroline in the City                    | Customer                                                              | Episodio: "Caroline and the Ultimatum"                  |
| 1999      | Oh, Grow Up                             | Marc                                                                  | Episodio: "Love Stinks"                                 |
| 1999      | The Darwin Conspiracy                   | Roger                                                                 |                                                         |
| 2000      | Stark Raving Mad                        | Lewis                                                                 | Episodio: "My Bodyguard"                                |
| 2000      | Brutally Normal                         | Twitch                                                                | Episodio: "Stretching Ethics"                           |
| 2000      | Shasta McNasty                          | Nicolai                                                               | 2 episodi                                               |
| 2000      | The Drew Carey Show                     | Malcolm                                                               | Episodio: "Drew Goes to Hell"                           |
| 2000      | Opposite Sex                            | A-Tech Guy                                                            | Episodio: "The Virgin Episode"                          |
| 2000      | Bull                                    |                                                                       | Episodio: "In the Course of Human Events"               |
| 2000      | Angel                                   | Bellman                                                               | Episode: "Are You Now or Have You Ever Been"            |
| 2000      | The Norm Show                           | Thomas                                                                | Episodio: "I've Got a Crush on You"                     |
| 2000      | Running Mates                           | Carl - Producer #1                                                    |                                                         |
| 2001      | Nikki                                   | Colin                                                                 | Episodio: "Fallback"                                    |
| 2001      | Beer Money                              | Neal Blank                                                            |                                                         |
| 2001      | Nash Bridges                            | Gene Bacon                                                            | Episodio: "Slam Dunk"                                   |
| 2001      | The King of Queens                      | Clerk                                                                 | Episodio: "Departure Time"                              |
| 2001      | The Wayne Brady Show                    |                                                                       |                                                         |
| 2001      | The Hughleys                            | Mr. Babbes                                                            | Episodio: "Go with the Flow"                            |
| 2001      | Grounded for Life                       | Dave                                                                  | Episodio: "Baby You Can't Drive My Car"                 |
| 2002      | Even Stevens                            | Shorty                                                                | Episodio: "Rengate"                                     |
| 2002      | Will & Grace                            | Minion                                                                | Episodio: "Hocus Focus"                                 |
| 2002      | Wednesday 9:30 (8:30 Central)           | Dave Henry                                                            | 2 episodi                                               |
| 2002      | House of Mouse - Il Topoclub            | Kuzco (voce)                                                          | Episodio: "Ask Von Drake"                               |
| 2002      | Yes, Dear                               | Host                                                                  | Episodio: "Mr. Big Shot"                                |
| 2002      | Sabrina, vita da strega                 | Stan / Counter Guy                                                    | Episodi: "Sabrina Unplugged", "Call Me Crazy"           |
| 2002      | The District                            | Jerry Dworski                                                         | 3 episodi                                               |
| 2003      | Birds of Prey                           | Camera Anderson                                                       | Episodio: "Reunion"                                     |
| 2003      | Streghe (Charmed)                       | Stanley                                                               | Episodio: "The Day the Magic Died"                      |
| 2003      | Less Than Perfect                       | Peter                                                                 | Episodio: "Picture Perfect Party"                       |
| 2003–2004 | Reno 911!                               | Naked Armenian                                                        | 2 episodi                                               |
| 2004      | Starship Troopers 2                     | TSgt. Ari Peck                                                        |                                                         |
| 2004–2006 | Phil dal futuro                         | Curtis / Vice Principal Hackett                                       | 30 episodi, accreditato come JP Manoux                  |
| 2004      | Tutto in famiglia                       | Steve                                                                 | 2 episodi                                               |
| 2004      | Smallville                              | Edgar Cole                                                            | Episodio: "Transference"                                |
| 2004      | Half & Half                             | Erik                                                                  | Episodio: "The Big Don't Go Chasing Waterfalls Episode" |
| 2004      | Joint Custody                           | Stan                                                                  | Episodio: "Presentation"                                |
| 2005      | Unscripted                              | Editor                                                                | Episodio: "Episode #1.4"                                |
| 2005      | How I Met Your Mother                   | Eric                                                                  | Episodio: "The Limo"                                    |
| 2006      | Scrubs - Medici ai primi ferri          | Charlie                                                               | Episodio: "My Rite of Passage"                          |
| 2006      | Crossing Jordan                         | Sorenson                                                              | Episodio: "Myserious Ways"                              |
| 2006      | Classroom                               | Pirata                                                                | Episodio: "Episode #1.5"                                |
| 2006–2008 | A scuola con l'imperatore               | Kuzco (voce)                                                          | 52 episodi                                              |
| 2006–2009 | The Replacements - Agenzia sostituzioni | Johnny Hitswell / Mr. Fraley / Ronnie Puckswell / Skateboarder (voce) | 23 episodi                                              |
| 2007      | Random! Cartoons                        | Additional voices                                                     | Episodio: "Bradwurst"                                   |
| 2007      | In Case of Emergency                    | Marty                                                                 | Episodio: "The Picture"                                 |
| 2007      | Monk                                    | Jacob Poser                                                           | Episodio: "Mr. Monk Is Up All Night"                    |
| 2007      | Cavemen                                 | Glen                                                                  | 3 episodi                                               |
| 2007      | Imperfect Union                         | Reggie                                                                |                                                         |
| 2008      | Gorgeous Tiny Chicken Machine Show      | Tax Auditor                                                           | Episodio: "Broken Fun"                                  |
| 2008      | My Boys                                 | David                                                                 | Episodio: "Take My Work Wife... Please"                 |
| 2009      | I Griffin                               | Alan Harper (voce)                                                    | Episodio: "Ocean's Three and a Half"                    |
| 2009–2010 | Aaron Stone                             | S.T.A.N.                                                              | 34 episodi                                              |
| 2010      | True Jackson, VP                        | Waiter                                                                | Episodio: "True Royal"                                  |
| 2010      | La strana coppia                        | Monroe                                                                | Episodio: "Broken Door Theory"                          |
| 2010      | Svetlana                                |                                                                       | Episodio: "Crystal Methdown"                            |
| 2010      | Warehouse 13                            | Lenny Malone                                                          | Episodio: "Around the Bend"                             |
| 2011      | Raising Hope                            | Gary                                                                  | Episodio: "Everybody Flirts... Sometimes"               |
| 2011      | Wilfried                                | Leo                                                                   | 3 episodi                                               |
| 2011      | InSecurity                              | Dodson                                                                | Episodio: "Spies of a Certain Age"                      |
| 2011      | My Life As an Experiment                |                                                                       |                                                         |
| 2012      | Secrets of Eden                         | Detective Emmet Walker                                                |                                                         |
| 2012      | Mudpit                                  |                                                                       | Episodio: "The Avatarts"                                |
| 2012      | Bones                                   | Fattore                                                               | Episodio: "The Family in the Feud"                      |
| 2012      | NCIS: Los Angeles                       | Bob Wright                                                            | Episodio: "Neighborhood Watch"                          |
| 2012      | The L.A. Complex                        | Mago                                                                  | Episodio: "Xs and Os"                                   |
| 2012      | Transporter: The Series                 | Kagan                                                                 | 2 episodi                                               |
| 2012      | Wedding Band                            | Keith                                                                 | Episodio: "Don't Forget About Me"                       |
| 2012–2013 | Community                               | Faux-by                                                               | 4 episodio                                              |
| 2013      | Suburgatory                             | Chef Norman Neuman                                                    | Episodio: "T-Ball & Sympathy"                           |
| 2013      | Alien Mysteries                         | Matthew Reed                                                          | Episodio: "The Reed Family"                             |
| 2013      | Men at Work                             | Frank                                                                 | Episodio: "The Good, the Bad & the Milo"                |
| 2013      | Big Time Rush                           | Mitchell V. Gold                                                      | Episodio: "Big Time Invasion"                           |
| 2013      | Modern Family                           | Todd                                                                  | Episodio: "First Days"                                  |
| 2013      | The League                              | Donald                                                                | Episodio: "The Near Death Flex-perience"                |
| 2014      | Hot in Cleveland                        | Nate                                                                  | Episodio: "I Just Met the Man I'm Going to Marry"       |
| 2014      | Table 58                                | Vice Preside Monty                                                    |                                                         |
| 2014–2015 | Spun Out                                | Bryce McBradden                                                       | 24 episodi                                              |
| 2015      | The Thundermans                         | Mr. Hollister                                                         | Episodio: "Mall Time Crooks"                            |
| 2016      | Good Girls Revolt                       | J. P. Crowley                                                         | 7 episodi                                               |
| 2016–2017 | Veep                                    | Congressman Clark                                                     | 7 episodi                                               |
| 2017      | The Magicians                           | River Watcher                                                         | Episode: "Night of Crowns"                              |
| 2018      | The Librarians                          | Preacher/Dradok/Bartender                                             | Episodio: "And the Silver Screen"                       |
| 2018      | Swedish Dicks                           | Lou                                                                   | 4 episodi                                               |

- Gli esploratori del tempo (Minutemen), regia di Lev L. Spiro – film TV (2008)
- Infiltrati alla Casa Bianca - White House Plumbers (White House Plumbers) – miniserie TV, 1 puntata (2023)

### Videogiochi
| Anno | Titolo                                        | Ruolo              | Note                              |
| ---- | --------------------------------------------- | ------------------ | --------------------------------- |
| 1996 | Goosebumps: Escape from Horrorland            | Squat              |                                   |
| 1997 | Blue Heat: The Case of the Cover Girl Murders | Victor             |                                   |
| 1998 | Microshaft Winblows 98                        | Graham the janitor | Accreditato come Jean-Paul Manoux |
| 2001 | Le follie dell'imperatore                     | Kuzco              |                                   |
| 2002 | Monsters, Inc.                                | Randall Boggs      |                                   |
| 2005 | Kronk's New Groove                            | Kuzco              |                                   |
| 2005 | Kingdom Hearts II                             | Additional voices  |                                   |
| 2007 | Kingdom Hearts II: Final Mix+                 | Additional voices  |                                   |
| 2012 | Sorcerers of the Magic Kingdom                | Kuzco              |                                   |

## Doppiatori italiani
Nelle versioni in italiano delle opere in cui ha recitato, J. P. Manoux è stato doppiato da:
- Francesco Meoni in Phil dal futuro, Gli esploratori del tempo, Grey's Anatomy, 9-1-1: Lone Star
- Oreste Baldini in Scary Movie 5, Smallville, Aaron Stone
- Luca Sandri in How I Met Your Mother, Community (ep.3x21, 4x13)
- Raffaele Palmieri in NCIS: Los Angeles, CSI: Vegas
- Manfredi Aliquò in Detective Monk
- Massimiliano Plinio in Wilfred
- Franco Mannella in E.R. - Medici in prima linea
- Paolo De Santis in Community (ep.3x18)
- Luca Bottale ne I Thunderman

Da doppiatore è stato sostituito da:
- Massimiliano Alto ne Il bianco Natale di Topolino, A scuola con l'imperatore
- Francesco Meoni in Bolt- Un eroe a quattro zampe
- Alessandro Messina in Running Point